# Чувашия
Чува́шия
(чув. Чӑваш Ен), или Чува́шская Респу́блика (чув. Чӑваш Республики), — субъект Российской Федерации, республика в её составе. Столица — город Чебоксары.
Граничит с Нижегородской областью на западе, с Республикой Марий Эл — на севере, с Татарстаном — на востоке, с Мордовией на юго-западе, и с Ульяновской областью — на юге. Входит в Приволжский федеральный округ, является частью Волго-Вятского экономического района.
Образована на основании Декрета ВЦИК и СНК от 24 июня 1920 года как Чувашская автономная область. 21 апреля 1925 года преобразована в Чувашскую Автономную Социалистическую Советскую Республику. C 15 июля 1929 года в составе Нижегородского края, с 5 декабря 1936 года — Чувашская Автономная Советская Социалистическая Республика.
24 октября 1990 года в связи с принятием Декларации о государственном суверенитете была преобразована в Чувашскую Советскую Социалистическую Республику, с 13 февраля 1992 года — Чувашская Республика.

## Этимология
Название Чувашия образовано от этнонима чуваши. Появление слова «чуваши» зафиксировано на территории Казанского ханства. Современный этноним чуваш первоначально являлся экзоэтнонимом предков чувашей, использовавшимся казанскими татарами и русскими. Экзоэтноним связан с соционимом XVI—XVII вв., указывавшим сословную принадлежность людей, плативших ясак и занимавшихся сельским хозяйством. Возможность происхождения этнонима чуваш от образа жизни народа, то есть от первичного социального содержания слова, первым высказал публицист Г. И. Комиссаров.

## История
24 июня 1920 года ВЦИК и Совнарком РСФСР приняли постановление, подписанное В. И. Лениным и М. И. Калининым, об образовании Чувашской автономной области как части РСФСР. А в конце 1924 года руководящие органы Чувашской автономной области представили проект преобразования в Чувашскую АССР. 21 апреля 1925 года Всероссийский Центральный исполнительный комитет постановил преобразовать Чувашскую автономную область в Чувашскую Автономную Социалистическую Советскую Республику. Затем постановлением ВЦИК от 20 июня к Чувашской АССР были присоединены следующие волости Алатырского уезда Симбирской губернии: Алатырская с городом Алатырем, Порецкая и Кувакинская, с населением 121 464 человека.
В 1920-е годы обсуждалась идея изменения названия Чувашской АССР в Болгарскую АССР и переименования чувашей в болгар, вслед за переименованием черемис в марийцев. Предложение краеведов не получило поддержки руководства и населения республики.

«…чувашские буржуазные националисты, стремившиеся использовать булгарскую теорию происхождения чувашского народа в своих враждебных политических целях.
В ряде работ, изданных ими в 1920-х годах, пропагандировалось утверждение о том, что чуваши являются единственными, прямыми и чистыми потомками волжско-камских булгар, допускалась буржуазно-националистическая идеализация эпохи государства Волжской Булгарии.
В работах Д. П. Петрова (Юман), М. П. Петрова, А. П. Прокопьева-Милли и других краеведов булгарский период изображался как „золотой век“ в истории чувашского народа, игнорировались социально-классовые противоречия и наличие гнета эксплуататоров в этом государстве. В эти же годы буржуазные националисты развернули кампанию по переименованию чувашей в булгар, а Чувашскую АССР предлагали назвать „Булгарской“».— Денисов П. В. Этнокультурные параллели дунайских болгар и чувашей.— Чебоксары, 1969. — С. 10
24 октября 1990 года Верховный Совет Чувашской АССР принял декларацию о суверенитете республики и утвердил её новое название — Чувашская ССР. 24 мая 1991 года Съезд народных депутатов РСФСР утвердил данное название, внеся поправку в ст. 71 конституции РСФСР 1978 года. С 13 февраля 1992 года с принятием Закона «Об изменении наименования Чувашской ССР» Чувашская ССР стала называться Чувашская Республика.
До 2002 года транслитерация на русскую письменность чувашского названия республики «Чӑваш Республики» включалось в полное официальное название субъекта федерации на русском языке в Конституции России (ст. 65). В соответствии с Указом президента Российской Федерации от 9 июня 2001 года наименование субъекта Российской Федерации было изменено на «Чувашская Республика — Чувашия».
В октябре 2012 года ряд общественных деятелей Чувашии в Чебоксарах в ходе круглого стола распространили обращение к Главе Чувашской Республики М. В. Игнатьеву и депутатам Госдумы РФ с предложением восстановить историческое название Чувашской Республики «Республика Чувашия — Волжская Болгария». 16 января 2013 года в Государственный Совет Чувашской Республики поступило коллективное обращение с просьбой инициировать изменение названия Чувашской Республики на историческое название «Республика Чувашия — Волжская Болгария».

## Государственное устройство
Республика имеет свою конституцию и законодательство. Осуществляет собственное правовое регулирование, включая принятие законов и иных нормативных правовых актов, регулирующих взаимоотношения в политической, экономической и культурной сферах жизни общества, в пределах, установленных Конституцией РФ.

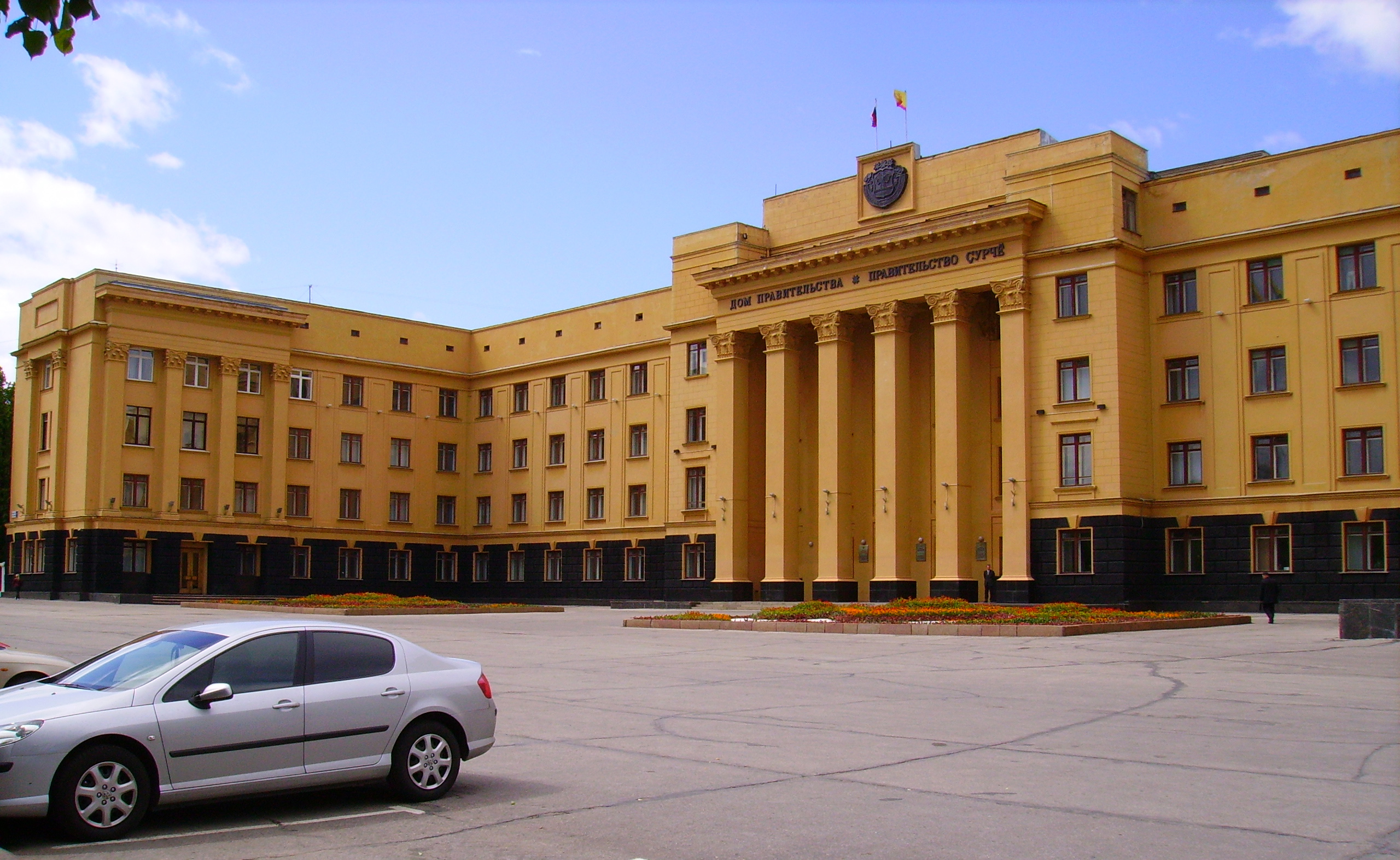
Дом Советов Чувашской АССР

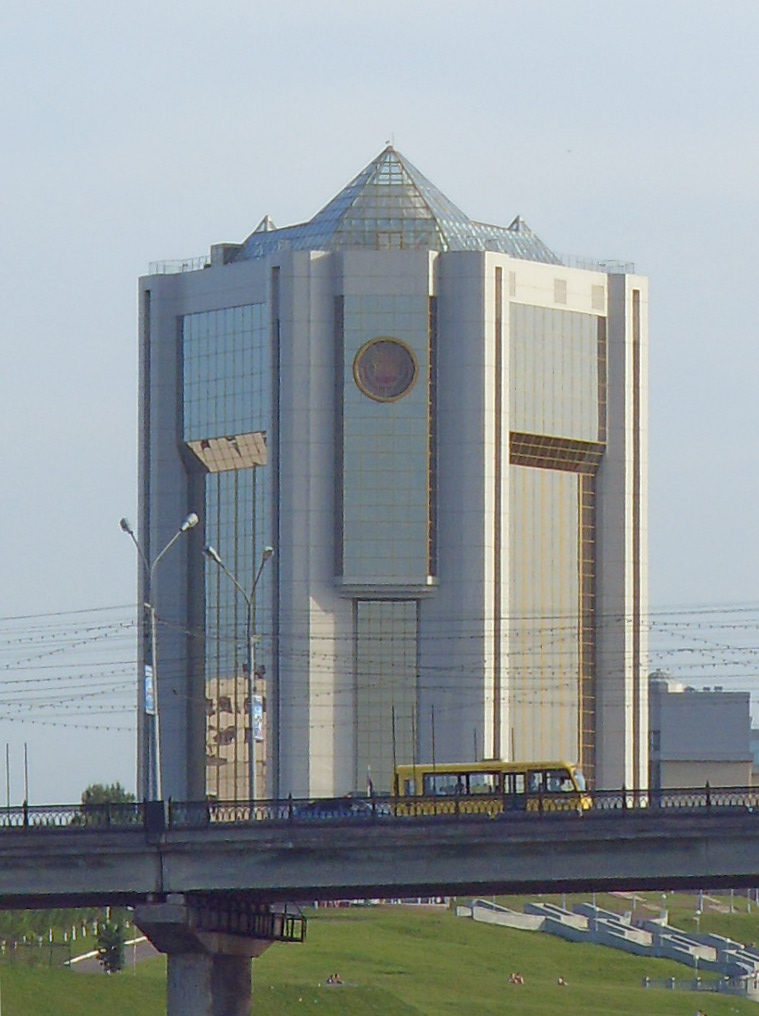
Здание Администрации Главы Чувашской Республики

Основной закон Республики — Конституция Чувашской Республики, принятая в 2000 году. До 2012 года Чувашская Республика официально имела статус государства. В конституции Чувашии (редакция 6 — от 13.09.2011 № 46) было закреплено следующее: «Чувашская Республика есть республика (государство) в
составе Российской Федерации». Высшим должностным лицом в Чувашской Республике является Глава (до 1 января 2012 года — Президент) Чувашской Республики. В 1994 году первым Президентом Чувашии стал Николай Васильевич Фёдоров. В августе 2010 года вторым президентом, а далее главой Чувашии стал Михаил Васильевич Игнатьев. С 29 января 2020 года врио Главы, а с 22 сентября Главой Чувашской Республики является Олег Алексеевич Николаев.
Государственный Совет (парламент) является высшим представительным, законодательным и контрольным органом государственной власти Чувашии. Кабинет министров Чувашской Республики является исполнительным и распорядительным органом государственной власти и возглавляется премьер-министром.

## Административно-территориальное деление
В Чувашской Республике насчитывается 21 административный район, 9 городов (в том числе 5 городов республиканского значения и 4 города районного значения), 5 поселков городского типа, около 1700 сельских населенных пунктов.
Столица
Столица республики — город Чебоксары с населением 497 061 чел. В 2001 году стал победителем конкурса «Самый благоустроенный город России».

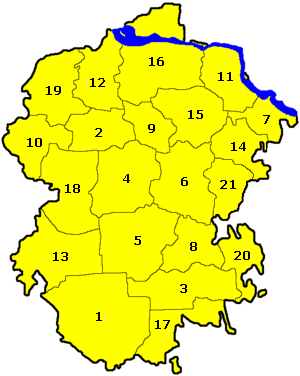
Административная карта Чувашии

| №                                                   | Район           | Население, чел. | Площадь, км² | Плотность населения, чел./км² | Центр               |
| --------------------------------------------------- | --------------- | --------------- | ------------ | ----------------------------- | ------------------- |
| Города республиканского значения (городские округа) |                 |                 |              |                               |                     |
| 1                                                   | Алатырь         | ↘32 265         |              |                               | г. Алатырь          |
| 2                                                   | Канаш           | ↘44 354         |              |                               | г. Канаш            |
| 3                                                   | Новочебоксарск  | ↘120 616        |              |                               | г. Новочебоксарск   |
| 4                                                   | Чебоксары       | ↗507 183        |              |                               | г. Чебоксары        |
| 5                                                   | Шумерля         | ↘26 873         |              |                               | г. Шумерля          |
| Районы (муниципальные округа)                       |                 |                 |              |                               |                     |
| 1                                                   | Алатырский      | ↗14 139         | 1940         | 7,67                          | г. Алатырь          |
| 2                                                   | Аликовский      | ↘14 273         | 554.1        | 28,66                         | с. Аликово          |
| 3                                                   | Батыревский     | ↘32 060         | 994          | 34,7                          | с. Батырево         |
| 4                                                   | Вурнарский      | ↘29 450         | 1012.6       | 31,82                         | пгт. Вурнары        |
| 5                                                   | Ибресинский     | ↘20 699         | 1201.2       | 19,58                         | пгт. Ибреси         |
| 6                                                   | Канашский       | ↘32 460         | 981.4        | 36,37                         | г. Канаш            |
| 7                                                   | Козловский      | ↘15 497         | 516.8        | 37,29                         | г. Козловка         |
| 8                                                   | Комсомольский   | ↘20 913         | 630.3        | 40,01                         | с. Комсомольское    |
| 9                                                   | Красноармейский | ↘12 961         | 456.3        | 31,29                         | с. Красноармейское  |
| 10                                                  | Красночетайский | ↗14 133         | 691.6        | 20,86                         | с. Красные Четаи    |
| 11                                                  | Марпосадский    | ↘18 507         | 686.1        | 32,66                         | г. Мариинский Посад |
| 12                                                  | Моргаушский     | ↘30 685         | 845.3        | 39,05                         | с. Моргауши         |
| 13                                                  | Порецкий        | ↘10 732         | 1116.9       | 11,29                         | с. Порецкое         |
| 14                                                  | Урмарский       | ↘20 839         | 598.3        | 38,43                         | пгт. Урмары         |
| 15                                                  | Цивильский      | ↘31 134         | 790.8        | 45,55                         | г. Цивильск         |
| 16                                                  | Чебоксарский    | ↘61 487         | 1331.7       | 46,74                         | п. Кугеси           |
| 17                                                  | Шемуршинский    | ↗11 961         | 799.1        | 15,73                         | с. Шемурша          |
| 18                                                  | Шумерлинский    | ↘7870           | 1047.6       | 8,71                          | г. Шумерля          |
| 19                                                  | Ядринский       | ↘23 366         | 897.5        | 29,04                         | г. Ядрин            |
| 20                                                  | Яльчикский      | ↗15 793         | 567.2        | 30,55                         | с. Яльчики          |
| 21                                                  | Янтиковский     | ↘12 720         | 524.4        | 28,26                         | с. Янтиково         |

Населённые пункты
Населённые пункты с численностью населения более 3000 чел.
| Чебоксары      | ↗497 061 |
| Новочебоксарск | ↘120 361 |
| Канаш          | ↘44 354  |
| Алатырь        | ↘32 265  |
| Шумерля        | ↘26 873  |
| Цивильск       | ↘12 762  |
| Кугеси         | ↘13 451  |
| Вурнары        | ↗10 522  |

| Козловка         | ↘7781 |
| Ядрин            | ↘7918 |
| Мариинский Посад | ↘7851 |
| Ибреси           | ↗7633 |
| Новые Лапсары    | ↘5913 |
| Порецкое         | ↘5081 |
| Урмары           | ↘5290 |
| Батырево         | ↗5281 |

| Шыгырдан        | ↘5282 |
| Комсомольское   | ↘4632 |
| Красноармейское | ↘3900 |
| Шемурша         | ↘3375 |
| Новое Атлашево  | ↗3753 |
| Моргауши        | ↗3562 |
| Янтиково        | ↘3491 |
| Ишлеи           | ↘3155 |

## Муниципальное устройство
С 2024 года в Чувашской Республике существуют 23 муниципальных образования — 21 муниципальный округ и 2 городских округа. Атрибутами муниципальных образований Чувашской Республики являются муниципальная собственность, местный бюджет и выборные органы местного самоуправления. Границы муниципальных образований не всегда совпадают с границами административно-территориальных единиц Чувашской Республики.

## Физико-географическая характеристика

### География

Физическая карта Чувашской Республики

Чувашская Республика расположена на востоке Восточно-Европейской равнины, преимущественно на правобережье Волги, между её притоками Сурой и Свиягой. Территория — 18,3 тыс. км². Протяжённость территории республики — 190 км с севера на юг и 160 км с запада на восток.
Самая высокая точка над уровнем моря — 286,6 метра, расположена на юге республики в пределах Приволжской возвышенности.

### Почвы
Ценные чернозёмные почвы расположены на юго-востоке по границе с Татарстаном, на юго-западе, к западу от течения р. Сура и в междуречье рек Большого и Малого Цивиля. Преобладают подзолистые земли.

### Водные ресурсы
Гидроэлектропотенциал реки Волги в республике не полностью реализован на Чебоксарской ГЭС.
На реке Сура до 1969—1970 годов обитала многочисленная популяция стерляди.

### Полезные ископаемые
Месторождения фосфоритов с запасами руд в 148,7 млн т, горючих сланцев с запасами в 199,1 млн т, месторождения торфа.

### Природа
- Фауна Чувашии
- Флора Чувашии

### Национальные парки и заповедники
На территории Чувашской Республики имеется 35 особо охраняемых природных территорий федерального и республиканского значений. В число ООПТ входят:
- Присурский заповедник, создан в 1995 году, состоит из одного лесного (Алатырский район) и двух степных участков (Батыревский и Яльчикский районы). Отличается большим биоразнообразием, здесь существует 801 вид сосудистых растений.
- Национальный парк «Чăваш Вăрмане», создан в 1993 году на территории Шемуршинского района, сюда входят различные лесные массивы.

### Климат
Чувашия находится в зоне с умеренно континентальным климатом и входит в лесостепную и лесную природные зоны. Средняя многолетняя температура воздуха в январе составляет −13°С; в июле +20°С. Среднегодовой объём выпадения осадков — 530—570 мм.
| Показатель                    | Янв.  | Фев.  | Март  | Апр.  | Май  | Июнь | Июль | Авг. | Сен. | Окт.  | Нояб. | Дек.  | Год   |
| ----------------------------- | ----- | ----- | ----- | ----- | ---- | ---- | ---- | ---- | ---- | ----- | ----- | ----- | ----- |
| Абсолютный максимум, °C       | 4,2   | 5,0   | 11,0  | 29,5  | 33,4 | 37,5 | 35,6 | 39,9 | 32,3 | 23,4  | 16,0  | 7,0   | 39,9  |
| Средний суточный максимум, °C | −9,3  | −8,7  | −2,2  | 8,5   | 18,4 | 23,3 | 25,0 | 23,1 | 16,1 | 7,0   | −1,4  | −7,2  | 7,8   |
| Средняя температура, °C       | −12,9 | −10,7 | −5,1  | 4,3   | 12,6 | 16,6 | 18,8 | 16,6 | 10,6 | 3,1   | −3,4  | −9,5  | 3,7   |
| Средний суточный минимум, °C  | −16,4 | −16   | −9,9  | 0,1   | 7,4  | 12,0 | 14,2 | 12,5 | 7,2  | 0,7   | −6,6  | −13,4 | −0,6  |
| Абсолютный минимум, °C        | −46,8 | −39,9 | −31,7 | −25,6 | −6,5 | −1,4 | 2,6  | 1,6  | −6,5 | −23,4 | −36,6 | −43,9 | −46,8 |
| Норма осадков, мм             | 30    | 24    | 24    | 35    | 40   | 66   | 83   | 64   | 54   | 53    | 43    | 38    | 554   |
| Источник: Климат              |       |       |       |       |      |      |      |      |      |       |       |       |       |

- Среднегодовая скорость ветра — 3.6 м/с
- Среднегодовая влажность воздуха — 75 %

Большинство абсолютных минимумов температуры в Чувашии по месяцам было зарегистрировано в XX веке и 2 минимума было зарегистрировано в XIX веке, в то время как 3 абсолютных максимума уже приходится на начало нашего столетия.
| Год                   | Янв  | Фев  | Мар  | Апр  | Май  | Июн  | Июл  | Авг  | Сен  | Окт  | Ноя  | Дек  |
| --------------------- | ---- | ---- | ---- | ---- | ---- | ---- | ---- | ---- | ---- | ---- | ---- | ---- |
| Абсолютного максимума | 2001 | 1990 | 1937 | 1950 | 1921 | 1921 | 1971 | 2010 | 1951 | 1915 | 1998 | 2008 |
| Абсолютного минимума  | 1942 | 1930 | 1963 | 1963 | 1918 | 1892 | 1926 | 1932 | 1996 | 1920 | 1890 | 1978 |

## Население

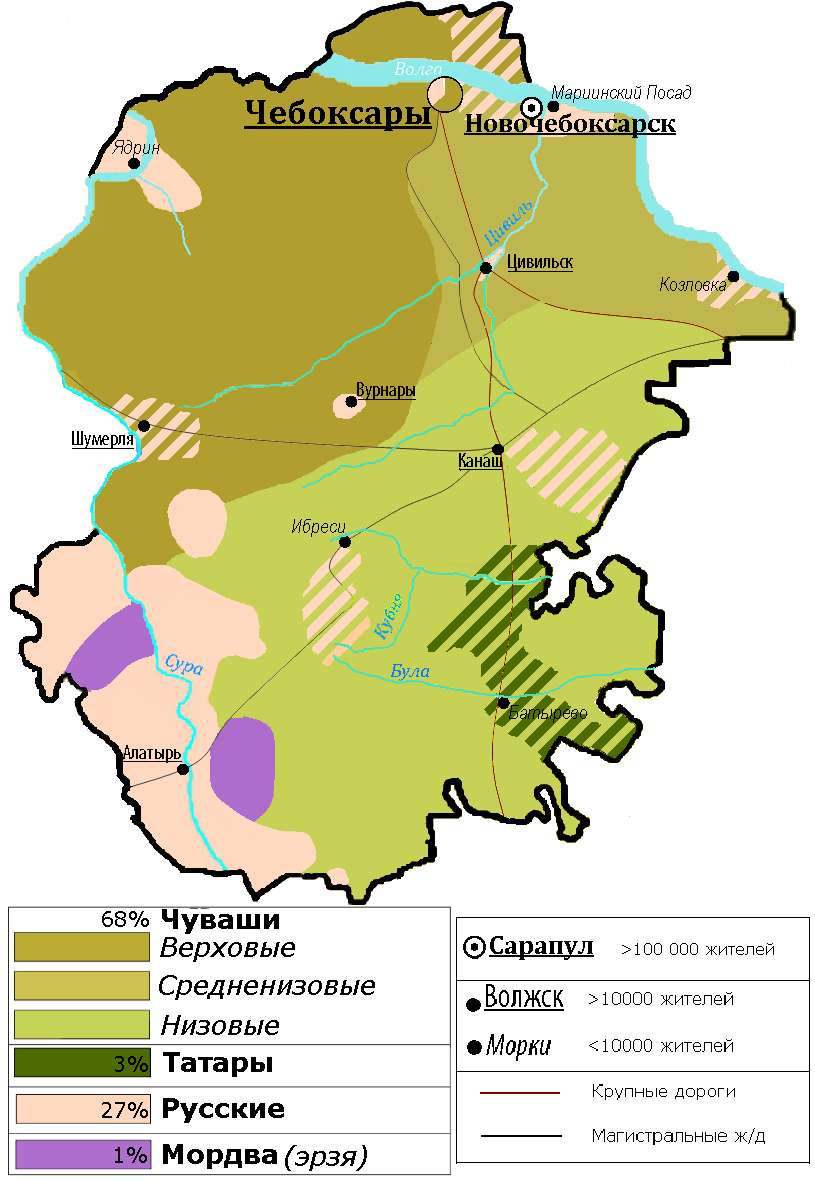
Этническая карта Чувашии

Численность населения республики по данным Росстата составляет 1 159 768 чел. (2025). Плотность населения — 63,23 чел./км² (2025). Городское население — 
65,36 % (2022).

### Этнический состав
По данным переписи 2021 года, на территории республики проживали представители 106 народов, численность чувашей — чуть менее двух третей, русских — чуть менее трети:
| Национальность | 1926 год, тыс. чел. (*) | 1939 год, тыс. чел. (*) | 1959 год, тыс. чел. (*) | 1970 год, тыс. чел. (*) | 1979 год, тыс. чел. (*) | 1989 год, тыс. чел. (*) | 2002 год, тыс. чел. (*) | 2010 год, тыс. чел. | 2021 год, тыс. чел. |
| -------------- | ----------------------- | ----------------------- | ----------------------- | ----------------------- | ----------------------- | ----------------------- | ----------------------- | ------------------- | ------------------- |
| чуваши         | 667,7 (74,7 %)          | 777,2 (72,2 %)          | 770,4 (73,0 %)          | 856,2 (70,0 %)          | 887,7 (68,4 %)          | 906,9 (67,8 %)          | 889,3 (67,7 %)          | 814,8 (67,7 %)      | 684,9 (63,7 %)      |
| русские        | 178,9 (20,0 %)          | 241,4 (22,4 %)          | 263,7 (24,0 %)          | 299,2 (24,5 %)          | 338,2 (26,0 %)          | 357,1 (26,7 %)          | 348,5 (26,5 %)          | 323,3 (26,9 %)      | 329,9 (30,7 %)      |
| татары         | 22,6 (2,5 %)            | 29,0 (2,7 %)            | 31,4 (2,9 %)            | 36,2 (3,0 %)            | 37,6 (2,9 %)            | 35,7 (2,7 %)            | 36,4 (2,8 %)            | 34,2 (2,8 %)        | 29,1 (2,7 %)        |
| мордва         | 24,0 (2,7 %)            | 22,5 (2,1 %)            | 23,9 (2,2 %)            | 21,0 (1,7 %)            | 20,3 (1,6 %)            | 18,7 (1,4 %)            | 16,0 (1,2 %)            | 13,0 (1,1 %)        | 7,7 (0,7 %)         |

Национальный состав населения Чувашии, согласно переписи 2002 года, распределён таким образом:
| Самоидентификация | Численность (чел.) | Процентное соотношение |
| ----------------- | ------------------ | ---------------------- |
| Чуваши            | 889 268            | 67,69 %                |
| Русские           | 348 543            | 26,53 %                |
| Татары            | 36 401             | 2,77 %                 |
| Мордва            | 16 383             | 1,25 %                 |
| Украинцы          | 6 422              | 0,49 %                 |
| Марийцы           | 3 600              | 0,27 %                 |
| Белорусы          | 1 881              | 0,14 %                 |
| Армяне            | 1 261              | 0,14 %                 |
| Азербайджанцы     | 857                | 0,07 %                 |
| Цыгане            | 751                | 0,06 %                 |
| Немцы             | 520                | 0,05 %                 |

Чуваши являются абсолютным большинством во всех административно-территориальных единицах, за исключением двух районов и двух городов на западе и юго-западе республики. В Алатырском районе и Шумерле численно уступают русским, а в Порецком районе и Алатыре — русским и мордве.
С момента переписи 2002 года, численность титульной нации в республике сократилось практически на четверть.

### Языки
Владение языками в Чувашской Республике, по данным переписи 2020—2021 годов (языки, владение которыми указали 0,1 % или более от количества указавших владение каким-либо языком):
| Язык                            | Всё население | Всё население                                         | Городское население | Городское население                                   | Сельское население | Сельское население                                    |
| Язык                            | человек       | % от указавших владение языком / % от всего населения | человек             | % от указавших владение языком / % от всего населения | человек            | % от указавших владение языком / % от всего населения |
| ------------------------------- | ------------- | ----------------------------------------------------- | ------------------- | ----------------------------------------------------- | ------------------ | ----------------------------------------------------- |
| Русский                         | 1 098 953     | 99,30 % / 92,59 %                                     | 679 061             | 99,39 % / 89,59 %                                     | 419 892            | 99,15 % / 97,89 %                                     |
| Чувашский                       | 478 480       | 43,23 % / 40,31 %                                     | 174 210             | 25,50 % / 22,98 %                                     | 304 270            | 71,85 % / 70,94 %                                     |
| Английский                      | 50 101        | 4,53 % / 4,22 %                                       | 39 196              | 5,74 % / 5,17 %                                       | 10 905             | 2,58 % / 2,54 %                                       |
| Татарский                       | 26 489        | 2,39 % / 2,23 %                                       | 6160                | 0,90 % / 0,81 %                                       | 20 329             | 4,80 % / 4,74 %                                       |
| Немецкий                        | 10 970        | 0,99 % / 0,92 %                                       | 7179                | 1,05 % / 0,95 %                                       | 3791               | 0,90 % / 0,88 %                                       |
| Мордовский                      | 4740          | 0,43 % / 0,40 %                                       | 1872                | 0,27 % / 0,25 %                                       | 2868               | 0,68 % / 0,67 %                                       |
| Французский                     | 1807          | 0,16 % / 0,15 %                                       | 1496                | 0,22 % / 0,20 %                                       | 311                | 0,07 % / 0,07 %                                       |
| Украинский                      | 1746          | 0,16 % / 0,15 %                                       | 1402                | 0,21 % / 0,19 %                                       | 344                | 0,08 % / 0,08 %                                       |
| Марийский                       | 1669          | 0,15 % / 0,14 %                                       | 1305                | 0,19 % / 0,17 %                                       | 364                | 0,09 % / 0,09 %                                       |
| Русский жестовый язык           | 1443          | 0,13 % / 0,12 %                                       | 940                 | 0,14 % / 0,12 %                                       | 503                | 0,12 % / 0,12 %                                       |
| Всего указавших владение языком | 1 106 732     | 100,00 % / 93,24 %                                    | 683 243             | 100,00 % / 90,14 %                                    | 423 489            | 100,00 % / 98,73 %                                    |
| Не указавших владение языками   | 80 177        | — % / 6,76 %                                          | 74 743              | — % / 9,86 %                                          | 5434               | — % / 1,27 %                                          |
| Итого                           | 1 186 909     | — % / 100,00 %                                        | 757 986             | — % / 100,00 %                                        | 428 923            | — % / 100,00 %                                        |

В 1920-е годы на чувашском языке преподавание велось как в сельских, так и в городских школах. Исключением являлись районы, населённые преимущественно нечувашским населением. К 1939 году было русифицировано делопроизводство на уровне сельсоветов, которое велось до этого на чувашском. Вплоть до федеральной реформы образования 1958 года в сельских школах Чувашии до 8-го класса обучение шло на чувашском языке. В июле 1960 года правительство Чувашской АССР приняло постановление «О переходе к обучению учащихся в V—VIII классах на русском языке и мерах по улучшению изучения русского языка и литературы в чувашских школах», после которого обучение на чувашском языке стало возможным лишь в начальных классах. Последовавшие десятилетия отрицательно сказались на роли чувашского языка в самосознании чувашского народа. По мнению чувашских ученых, в Чувашской Республике сложилась особая языковая ситуация, которая отличается тем, что, «хотя представители титульной национальности составляют внушительное большинство в населении республики, значительная её часть охвачена процессом русификации и не идентифицирует себя как носителей чувашского языка», отмечая при этом, что такая русификация является добровольной и связана она прежде всего с низким статусом чувашского языка в обществе и неясностью перспектив его практического использования. Между 1959 и 2010 годами, из-за длительной русификации, доля чувашей, считающих родным язык своей этнической группы, сократилась с 90,8 % до 71,0 %. По данным Всероссийской переписи населения с 2002 по 2010 годы количество людей, владеющих чувашским языком в России, сократилось на 300 тысяч человек. По классификации ЮНЕСКО, чувашский язык является уязвимым.

## Экономика
Чувашская Республика входит в Волго-Вятский экономический район.
Экономика республики по уровню экономического развития среди субъектов РФ находится между «середняками» и аутсайдерами. Душевой ВРП, скорректированный на стоимость жизни в регионе, составляет 54 % от среднероссийского. В Приволжском округе хуже только показатели Пензенской и Кировской областей и соседних слаборазвитых республик Волго-Вятского района (Мордовии и Марий Эл).

### Сельское хозяйство
На 1 января 2021 года сельское население 438.920 человек, 36 % населения Чувашской республики.
В экономике Чувашии доля сельской отрасли в структуре ВРП в два раза выше средней по РФ (9,4 и 4,9 % соответственно), 31 % ВРП дает промышленность (в среднем по РФ — 33,2 %).
В 2020 году объём продукции сельского хозяйства в хозяйствах всех категорий 45,1 млрд рублей (сельхозорганизации 20,9 млрд рублей), из них продукция растениеводства 23,2 млрд рублей, животноводства 21,9 млрд рублей.
Животноводство
На 1 января 2020 года в хозяйствах всех категорий/ сельхозорганизациях насчитывалось 193,0 / 65,0 тыс. голов крупного рогатого скота, в том числе 85,8 / 25,0 тыс. голов коров, 143,8 / 114,2 тыс. голов свиней, 148,3 / 1,2 тыс. голов овец и коз.
В 2019 году средний надой молока от 1 коровы составил 6121 кг (+10,5 %). Поголовье племенных коров молочного направления составило 10,3 тысяч голов, что на 1,5 тысячи голов больше. В племенных организациях произведено 71,2 тысячи тонн молока, это 126,5 % к уровню 2018 года. В этих хозяйствах производится 49 % (на 6 % больше уровня 2018 года) валового надоя молока по сельхозорганизациям. При этом средний надой молока на 1 племенную корову за год также повысился на 10,5 % и составил 7414 кг.
Растениеводство
В 2020 году хозяйствами всех категорий намолочено зерна в весе после доработки 941 тыс. тонн, что больше уровня прошлого года на 29,8 %. Овощей собрано 157 тыс. тонн, что больше на 14,0 %. Картофеля и сахарной свеклы получено меньше на 22,9 % и 38,2 % соответственно.
Урожайность зерновых составила 32,2 центнера (+19,3 %). Урожайность овощей 343,6 ц/га, картофеля 183,6 ц/га.
В 2019 году урожайность овощей в Чувашии 337,5 ц/га, что выше среднероссийского показателя на 59,3 ц/га, а урожайность картофеля выше среднероссийского показателя на 15,9 ц/га.
Почвенно-климатические условия Чувашии характеризуют овощеводство и картофелеводство как важнейшие высокорентабельные отрасли специализации АПК республики. Республика имеет один из самых высоких уровней урожайности картофеля и овощей открытого грунта и низкую себестоимость производства по сравнению не только с соседними, но и другими регионами России. Однако в 2021 году из-за засухи произошло снижение объёма производства продукции сельского хозяйства, упал урожай зерновых и зернобобовых культур (-41 %), овощей (-9,6 %) и картофеля (-7 %). При этом динамично развивалось овощеводство закрытого грунта. В 2021 году производство томатов увеличилось в 1,5 раза, огурцов на 20 %. По итогам 2021 года ожидается рост экспорта продукции агропромышленного комплекса на 25-27 процентов.
Производство овощей «борщевого набора» ключевой показатель продовольственной безопасности страны. В 2022 году сельхозорганизации Чувашии на 20 % увеличат площадь выращивания овощей открытого грунта, на 4 % увеличат площадь выращивания картофеля.
Все больше фермеров Чувашии предпочитает выращивать садовую землянику. Минсельхоз выделяет гранты на развитие, фермеры будут софинансировать 30 процентов сами. Выращивание садовой земляники высокорентабельно: если выращивать зерновые, то с 1 гектара получится порядка 60 тысяч выручки, а на ягоды — около 10 миллионов рублей, — рассказал министр сельского хозяйства Чувашии.
| тыс. гектар | 874 | 799,9 | 770,6 | 693,1 | 551,3 | 571,9 | 574,7 |

### Промышленность
Республиканская промышленность в основном расположена в Чебоксарах и Новочебоксарске (эта агломерация даёт три четверти промышленной продукции). ОАО «Промтрактор» — единственный в России и странах СНГ завод, входящий в четвёрку мировых предприятий-лидеров по производству тяжелой бульдозерно-рыхлительной и трубоукладочной техники. Машины, выпускаемые предприятием, используются в нефтегазовой, горнорудной и строительной отраслях. Чебоксарский приборостроительный завод (современное официальное название — ОАО «Научно-производственный комплекс „ЭЛАРА“ имени Г. А. Ильенко», прежнее наименование — ОАО ЧНППП «Элара») — крупное российское предприятие, выпускающее сложные электронные приборы для гражданской и военной отраслей. На предприятии проводится конверсия производства, осваиваются новые виды продукции: изготовление приборов для автомобильной промышленности, производство медицинских компьютерных томографов. ОАО «Чебоксарский агрегатный завод» — промышленное предприятие в России, специализирующееся на выпуске запасных частей к автотракторной промышленной и сельскохозяйственной технике. Российский лидер в производстве запасных частей к ходовым системам тракторной техники. Закрытое акционерное общество «Чебоксарский электроаппаратный завод» (ЗАО «ЧЭАЗ») — одно из старейших и крупнейших предприятий электротехнического профиля в России. Предприятие, производящее низковольтные аппараты управления, микропроцессорные устройства релейной защиты и оборудование для распределения электрической энергии на напряжения от 0,4 до 110 кВ. Оборудование необходимо для электростанций и подстанций, газокомпрессорных станций, газо- и нефтеперерабатывающих заводов, металлургических, машиностроительных предприятий и др.
В Новочебоксарске находится центр электроэнергетики — Чебоксарская ГЭС, а также завод «Химпром» — один из крупнейших в России в своей отрасли. В 2007 году ОАО «Химпром» включён в холдинг «Ренова Оргсинтез», на базе химзавода создаётся технико-внедренческая зона для производства модулей солнечных батарей.
В Канаше работают автоагрегатный и вагоноремонтный заводы, в Алатыре имеются заводы приборостроения, в Шумерле налажено производство автофургонов и спецавтомобилей.
В посёлке Вурнары раньше действовал военный химический завод, ныне на его месте работает завод смесевых препаратов. На остальные 20 муниципалитетов приходится только 6 % промышленного производства.

### Транспорт
Транспортная сеть республики представлена автомобильным, железнодорожным и воздушным транспортом — в Чебоксарах работает аэропорт имени Николаева. В городах Чебоксары и Новочебоксарск расположены речные порты, из Чебоксар ходят рейсовые водные трамваи на ту сторону Волги — к Сосновке.

## Инфраструктура и связь

### Телефония
- «Ростелеком»
- «NetByNet (WiFire)» (до 2015 года «ЧебNet»)
- «Инфанет-Орионет»
- «Билайн»
- «Эр-телеком» («Дом. Ru»)
- «Etherway»
- «Энфорта»[57].

### Сотовая связь
- МТС (GSM/UMTS/LTE)
- Билайн (GSM/UMTS/LTE)
- Мегафон (GSM/UMTS/LTE)
- Tele2 Россия (GSM/UMTS/LTE[58])
- Yota (LTE)[59].

### Почта
АО Почта России

### Интернет
- «Ростелеком»
- «NetByNet (WiFire)» (до 2015 года «ЧебNet»)
- «Эр-телеком» («Дом.Ru»)
- «Инфолинк»
- «Etherway»
- «НКТВ» («NovoNet», «Аквилон»)
- «Инфанет-Орионет»
- «Энфорта»
- «ВИП-технологии»[60].

## Здравоохранение
В Чувашии зарегистрировано 4 федеральных учреждения здравоохранения и 68 учреждений здравоохранения, подведомственных Министерству здравоохранения республики, в которых работает более 30 000 человек, в том числе, более 5 тысяч врачей, около 13 тысяч медицинских сестер и братьев и более 12 тысяч человек сотрудников младшего медицинского персонала.

## Образование и наука
В стратегии развития образования в Чувашской Республике до 2040 года, утверждённой Указом Президента Чувашской Республики от 21.03.2008 № 25, сказано: «В настоящее время в республике насчитывается 344 чувашских, 177 русских, 17 татарских национальных школ, в 4 общеобразовательных учреждениях учащиеся изучают мордовский язык. Существующая сеть позволяет удовлетворять запросы детей в получении качественного образования в условиях поликультурного пространства».
По данным Минобразования Чувашии, в 2009 году в республике было 65 % школ с чувашским, 3 % с татарским и 31 % только с русским языками обучения. Чувашский язык как родной преподавался в 344 чувашских школах и как государственный язык — во всех остальных 198. В 1-4 классах чувашских, татарских национальных школ обучение велось на родном языке. По данным Минобразования Чувашии, в 2014/2015 учебном году в республике 9,5 % школьников учились на чувашском языке, 0,7 % — на татарском, 89,8 % — на русском.

## Нумизматика

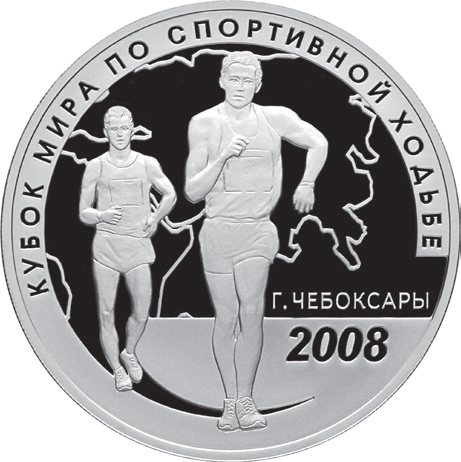
Монета Банка России. 3 рубля, 2008 г., серебро, реверс, пруф. Кубок мира по спортивной ходьбе (г. Чебоксары).

- Монета Банка России. 3 рубля, 2008 г., серебро, реверс, пруф. Кубок мира по спортивной ходьбе (г. Чебоксары) .3 марта 2008 года Банк России выпустил в обращение памятную серебряную монету номиналом 3 рубля, посвященную Кубку мира по спортивной ходьбе, прошедшему в 2008 году в городе Чебоксары.
- Монета Банка России. 3 рубля, 2013 г., серебро, реверс, пруф. Введенский собор, г. Чебоксары .

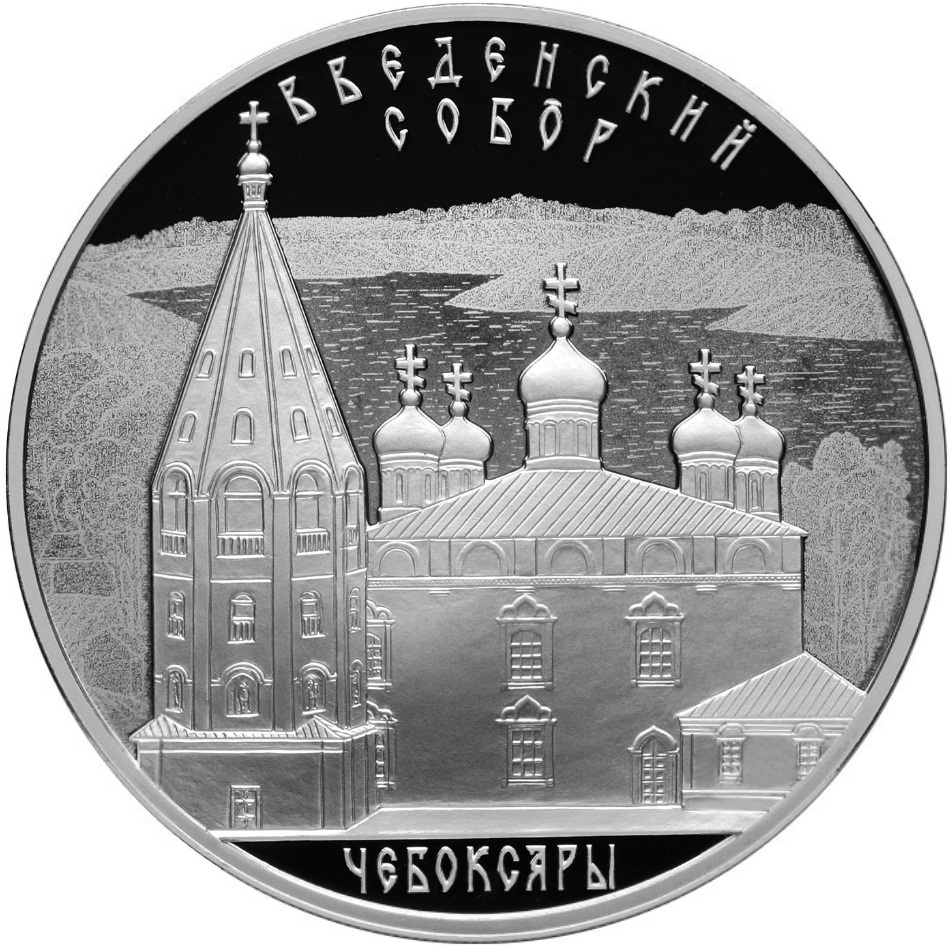
Монета Банка России. 3 рубля, 2013 г., серебро, реверс, пруф. Введенский собор, г. Чебоксары.

3 июня 2013 года Банк России выпустил в обращение памятную серебряную монету номиналом 3 рубля, на которой был изображён Введенский собор (г. Чебоксары)
- Монета Банка России. 3 рубля, 2019 г., серебро, реверс, пруф. 550 лет г. Чебоксары .

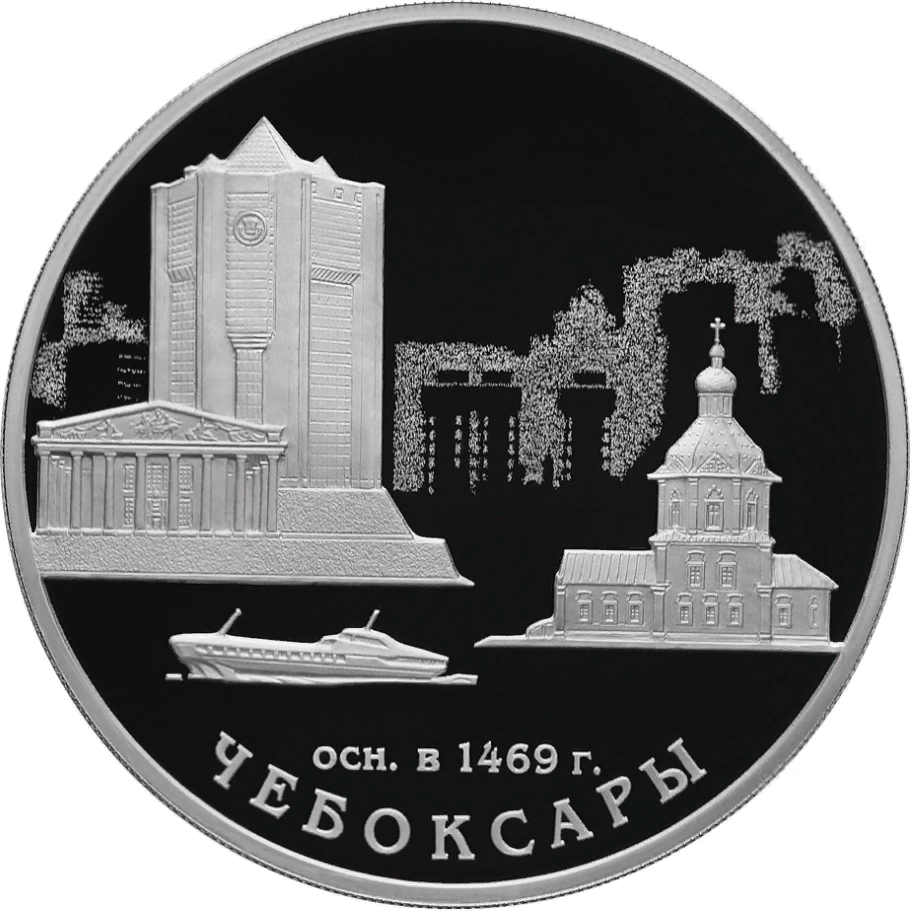
Монета Банка России. 3 рубля, 2019 г., серебро, реверс, пруф. 550 лет г. Чебоксары.

3 июля 2019 года Банк России выпустил в обращение памятную серебряную монету номиналом 3 рубля, посвященную 550-летию города Чебоксары.
- Монета Банка России. 3 рубля 2020 г., серебро, пруф. 100 лет со дня образования Чувашской автономной области .

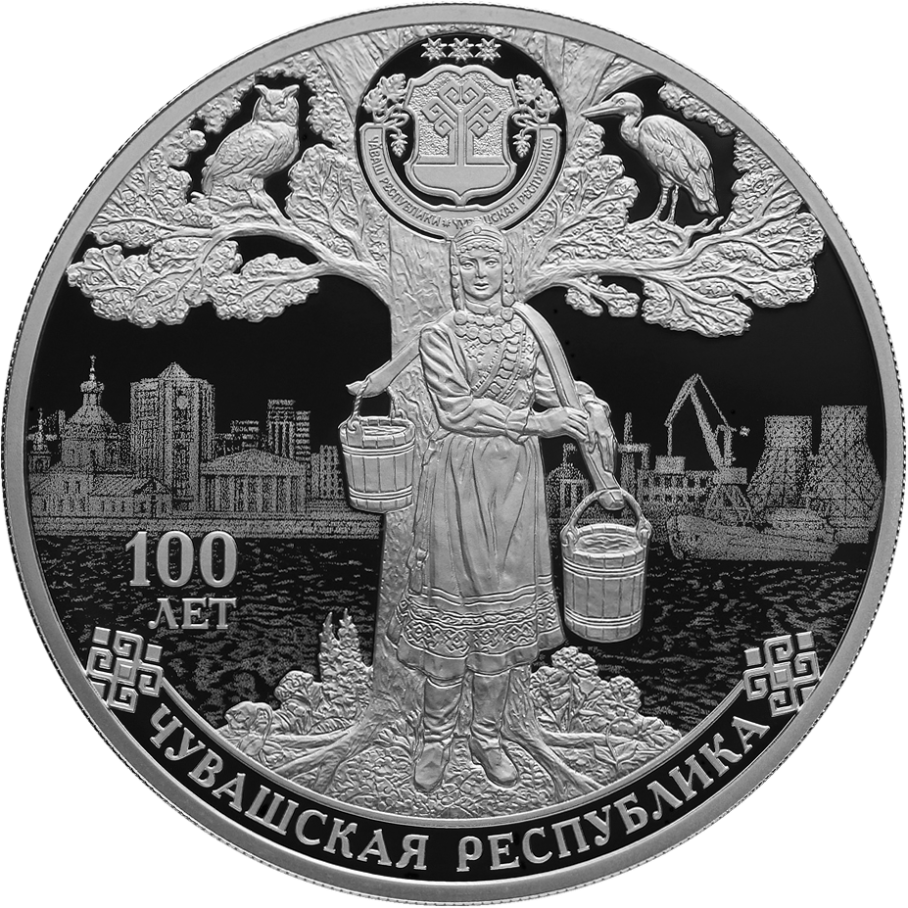
Монета Банка России. 3 рубля 2020 г., серебро, пруф. 100 лет со дня образования Чувашской автономной области.

25 мая 2020 года Банк России выпустил в обращение памятную серебряную монету номиналом 3 рубля «100 лет со дня образования Чувашской автономной области».

## Культура
- Чувашские украшения
- Чувашская письменность
- Чувашская мифология

Учреждения культуры
Театры:
- Чувашский государственный академический драматический театр имени К. В. Иванова
- Чувашский государственный театр оперы и балета
- Государственный Русский драматический театр в г. Чебоксары
- Чувашский государственный театр юного зрителя имени М. Сеспеля
- Чувашский государственный театр кукол
- Аликовский народный театр

Библиотеки:
- «Национальная библиотека Чувашской Республики» Минкультуры Чувашии
- Чувашская республиканская детско-юношеская библиотека
- БУ Чувашской Республики «Чувашская республиканская специальная библиотека им. Л. Н. Толстого»

Музеи:
- Чувашский национальный музей, а также его филиалы:
  - Литературный музей им. К. В. Иванова (Чебоксары);
  - Музей М. Сеспеля (Чебоксары);
  - Музей В. И. Чапаева (Чебоксары);
  - Музей космонавтики А. Г. Николаева в Шоршелах;
  - Ибресинский этнографический музей;
- Чувашский государственный художественный музей;
- Музей воинской Славы Чувашской Республики;
- Алатырский краеведческий музей;
- Аликовский районный литературно-краеведческий музей
- Краеведческий музей Мариинско-Посадского района;
- Мемориальный музей-квартира М. С. Спиридонова;
- Дом-музей Н. И. Лобачевского (Козловка)
- Геологический музей (Чебоксары);
- Центр современного искусства (Чебоксары);
- Музей пива (Чебоксары);
- Новочебоксарский художественный музей;
- Музей гидроэнергетики (г. Новочебоксарск).

### СМИ
Республиканские СМИ:
- «Советская Чувашия» — ежедневная общественно-политическая газета;
- «Хыпар» — ежедневная газета на чувашском языке;
- «Тӑван Атӑл» — литературный журнал на чувашском языке.
- Ҫамрӑксен хаҫачӗ;
- Хресчен сасси;
- Тӑван Атӑл;
- Капкӑн;
- ЛИК;
- Вести Чувашии;
- Собрание законодательства Чувашской Республики;
- Тантӑш;
- Самант;
- Грани;
- «Ялав»;
- «Канаш»

Радио
- Национальное радио Чувашии;
- Радио России — Радио Чувашии;
- Тӑван Радио (Чебоксары, Новочебоксарск)
- Радио Родных Дорог
- Радио Дача (105 и 7 ФМ)

Телевидение
- Филиал ФГУП ВГТРК "ГТРК «Чувашия»;
- Национальная телерадиокомпания Чувашии;
- Телеканал ЮТВ (не путать с общероссийским телеканалом Ю и медиахолдингом ЮТВ Холдинг)
- Телеканал «Зима»[источник не указан 1901 день]

### Спорт
- Чемпионат Чувашии по футболу
- Хоккейный клуб «Сокол»